# Isuzu

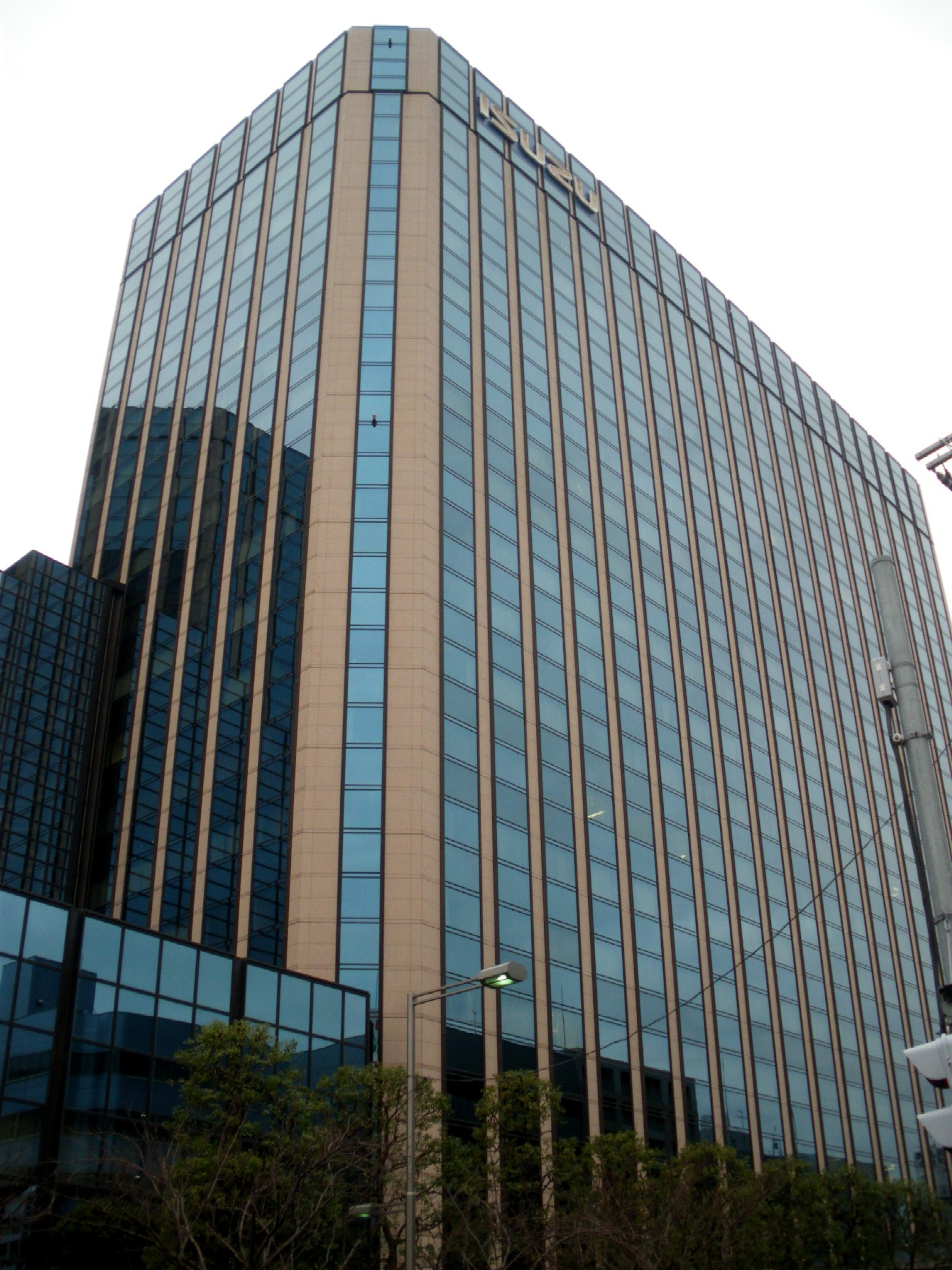
Trụ sở chính Isuzu Motors' ở (Minami-
ōi, Shinagawa Ward, Tokyo.)

Isuzu Motors Ltd. (いすゞ自動車株式会社 Isuzu Jidōsha Kabushiki-Kaisha), (TYO: 7202 ) là một công ty sản xuất ô tô của Nhật Bản, trụ sở chính ở Tokyo. Năm 2005, Isuzu trở thành hãng lớn nhất thế giới sản xuất các dòng xe tải từ trung bình đến hạng nặng. Nó có cơ sở sản xuất nằm ở các thành phố và tỉnh của Nhật Bản như Fujisawa, Tochigi, Hokkaidō. Isuzu nổi tiếng về sản xuất các xe thương mại và động cơ diesel. Vào năm 2009, Isuzu đã sản xuất được 21 triệu động cơ diesel. Động cơ diesel của Isuzu được các hãng ô tô khác như Renault, Opel và General Motors sử dụng.